# Барна (Тимиш)
Барна (рум. Bârna) насеље је у Румунији у округу Тимиш у општини Барна. Oпштина се налази на надморској висини од 213 m.

## Прошлост
Аустријски царски ревизор Ерлер је 1774. године констатовао да место "Бурна" припада Сарачком округу, Лугожког дистрикта. Становништво је било претежно влашко.
Када је 1797. године пописан православни клир ту је био један свештеник. Парох поп Гаврил Мартиновић (рукоп 1792) није знао српски језик - служио се само румунским.

## Становништво
Према подацима из 2002. године у насељу је живело 1573 становника.

### Попис2002.
| Расподела становништва по националности 2002.‍ | Расподела становништва по националности 2002.‍ | Расподела становништва по националности 2002.‍ | Расподела становништва по националности 2002.‍ | Расподела становништва по националности 2002.‍ |
| --------------------------------------------- | --------------------------------------------- | --------------------------------------------- | --------------------------------------------- | --------------------------------------------- |
|                                               |                                               |                                               |                                               |                                               |
| Румуни                                        | Румуни                                        |                                               | 1.036                                         | 65,9%                                         |
| Мађари                                        | Мађари                                        |                                               | 3                                             | 0,2%                                          |
| Украјинци                                     | Украјинци                                     |                                               | 534                                           | 33,9%                                         |

### Хронологија
| Година       | 1992 | 1993 | 1994 | 1995 | 1996 | 1997 | 1998 | 1999 | 2000 | 2001 | 2002 | 2003 | 2004 | 2005 | 2006 | 2007 | 2008 | 2009 | 2010 | 2011 | 2012 | 2013 | 2014 | 2015 | 2016 | 2017 |
| ------------ | ---- | ---- | ---- | ---- | ---- | ---- | ---- | ---- | ---- | ---- | ---- | ---- | ---- | ---- | ---- | ---- | ---- | ---- | ---- | ---- | ---- | ---- | ---- | ---- | ---- | ---- |
| Становништво | 1669 | 1665 | 1662 | 1653 | 1661 | 1659 | 1629 | 1638 | 1645 | 1639 | 1643 | 1638 | 1619 | 1634 | 1629 | 1608 | 1606 | 1592 | 1575 | 1584 | 1611 | 1580 | 1584 | 1569 | 1569 | 1535 |